# 扎莱乌库斯
扎莱乌库斯，活动于公元前650年前后，立法者，显然为洛克里编纂了希腊的第一部法典。该法典其后为意大利以及西西里众多希腊城邦所采用，尽管他的法律条文以严厉而闻名。